# Stadionul Victoria Someșeni
Stadionul Victoria Someșeni, cunoscut și ca Baza Sportivă Ardealul, este un  stadion multifuncțional din Cluj-Napoca, România. Aici își joacă meciurile de fotbal de acasă Academia de Fotbal Ardealul Cluj, Olimpia Cluj, Sănătatea Cluj și Victoria Cluj. Stadionul are o capacitate de 1300 locuri (1000 pe arena principală și 300 la tribuna de la terenul cu iarbă artificială). A fost renovat în anul 2009, an în care a fost construită și tribuna de 300 de locuri.
Adresa e Str. Nicolae Pascaly, nr. 7, Cluj-Napoca.